# Adaptatie (literatuur)

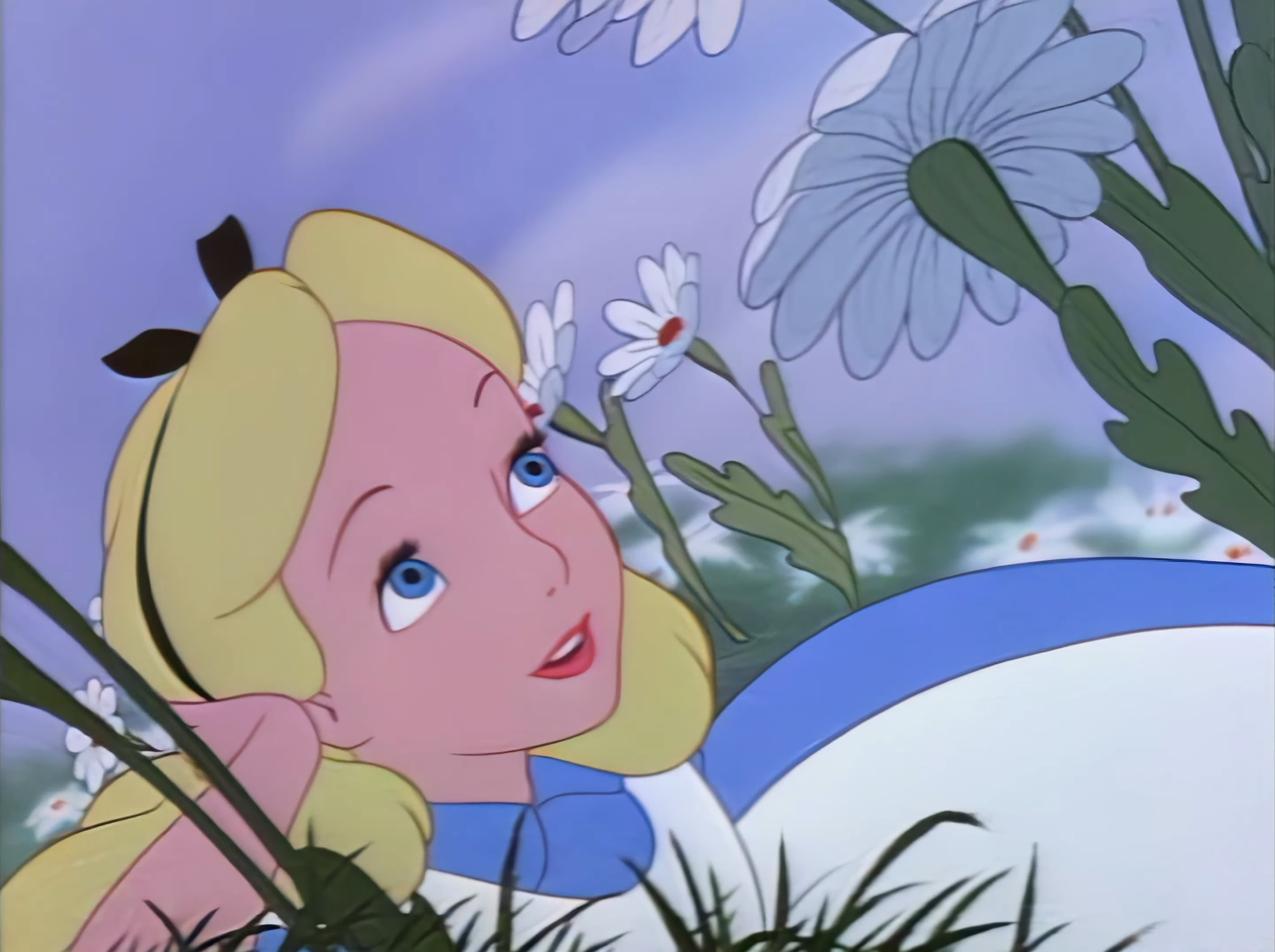
Disney Alice 1951

Een literaire adaptatie is een bewerking van een tekst. Het kan hierbij gaan om de omzetting van een oorspronkelijke tekst in een andere tekst, of om het omzetten van een tekstueel geheel naar een ander medium (bijvoorbeeld de bewerking van een roman tot een toneelstuk, van een roman tot een film, van een operalibretto tot een film enz.).
Een bewerking kan geschieden met verschillende oogmerken:
- een oude tekst beter toegankelijk maken voor een modern publiek. Dit kan zowel door modernisering van het woordbeeld (de spelling) als door een ingrijpende tekstbewerking (zinsbouw, nieuwe alinea-indeling, nieuwe tussenkoppen enzovoort) plaatsvinden, alsook door een ingrijpende inhoudelijke aanpassing (meestal inkorting, bijvoorbeeld door schrappen van bepaalde passages, hoofdstukken of karakters)
- een tekst voor volwassenen geschikt maken voor een jeugdig leespubliek (zoals gebeurd is met vele oudere boeken, bijvoorbeeld Don Quichot, Robinson Crusoe, Treasure Island, Gulliver’s Travels, Uncle Tom’s Cabin; zo heeft de vertaalster Atti Spitzers vele teksten bewerkt tot jeugdboeken);
- een oude tekst tot uitgangspunt nemen voor een hedendaagse verbeelding, waarbij de bewerker als tweede auteur fungeert.

Van een hertaling wordt gesproken wanneer de stijl van de bewerkte versie zo sterk afwijkt van die van het origineel (in dezelfde taal of in een andere taal) dat de oude stijl niet meer te herkennen is. Een herschrijving gaat nog verder en leidt tot een geheel nieuw kunstwerk. Een vertaling waarbij niet in de oorspronkelijke tekst wordt ingegrepen, wordt niet gerekend tot de adaptatie, al zijn er wel vertalingen gemaakt die de oorspronkelijke tekst zodanig hebben ingekort dat daar beter wel van een adaptatie gesproken kan worden, omdat aan het origineel geen recht werd gedaan. Dit gebeurde bijvoorbeeld met de Nederlandse vertaling van verschillende boeken van Émile Zola, uitgegeven door Bigot & Van Rossum te Blaricum, die in de jaren 70 en 80 circuleerden, onder meer L' Assommoir (1877) en De kroeg (ca. 1972); de naam van de vertaler werd niet eens vermeld.
Bij nieuwe versies van oudere werken – al dan niet vertalingen – laait periodiek het debat op of er sprake is van vertalingen, dan wel hertalingen of herschrijvingen. Dat is gebeurd in de jaren 70 met de vertalingen die Pé Hawinkels maakte van onder meer William Shakespeare, Thomas Mann en het boek Job. Dat was opnieuw het geval toen Gerrit Komrij zich in de jaren 80 zette tot het vertalen van Shakespeare.
Bewerkingen van literaire werken tot films hebben de populariteit van sommige boeken enorm bevorderd. Het is bijna gebruik geworden dat van een boek waarvan de filmversie succes oogstte, een filmeditie, een boek met foto’s uit de film, wordt gemaakt, zoals gebeurde met De Passievrucht van Karel Glastra van Loon.